# Generation Beziehungsunfähig
Generation Beziehungsunfähig ist ein deutscher Film der Regisseurin Helena Hufnagel, inspiriert von dem titelgebenden Bestseller-Buch von Michael Nast.

## Handlung
Tim arbeitet in einer Kölner Social-Media-Agentur und ist Autor eines Buches. Als überzeugter Single trifft er regelmäßig Frauen von der Plattform „Tinder“ zu unverbindlichem Sex. Auf einer Party flirtet Tim gerade mit seiner Verlegerin, als es Konfetti regnet und Tims bester Freund Luis entdeckt, dass es sich dabei um Schnipsel von Tims erstem Buch handelt. Empört spricht Tim seine Verlegerin darauf an. Sie erklärt ihm, sein Buch sei bereits drei Jahre alt und er sei als Autor nicht mehr angesagt. Tim reagiert getroffen und behauptet, dass er längst an einem neuen Buch schreibe, was jedoch nicht stimmt.
Nachts trifft Tim an der Tankstelle auf eine junge Frau, die sich Ghost nennt. Sie streiten um den letzten Becher einer bestimmten Eis-Sorte. Eine andere junge Frau taucht auf und warnt Ghost davor, sich mit Tim einzulassen, er benutze Frauen wie Zahnbürsten und werfe sie dann weg. Ghost gewinnt den Kampf um das Eis und fährt einfach mit Tims Carsharing-Auto davon. Er brüllt ihr wütend hinterher.
Bei einem Abendessen mit Freunden taucht Ghost überraschend auf. Es stellt sich heraus, dass sie im selben Haus wohnt. Tim und sie beginnen, sich öfter zu schnellem Sex zu treffen. Ghost scheint ebenso wenig an einer festen Beziehung interessiert zu sein wie er selbst.
Eines Abends kann Tim nicht zu einer Verabredung mit Ghost kommen, weil er sich um seinen depressiven Freund Andreas kümmern muss. Sie schlägt vor, ihn später abzuholen und erscheint in einer geklauten Rikscha. Sie erleben eine lustige, wilde Nacht zusammen und erzählen sich auf dem Gerüst einer Baustelle erstmals persönliche Dinge aus ihrem Leben. Als Tim sich bei einem Unfall verletzt, bringt sie ihn ins Krankenhaus und es kommt zu zärtlichen Annäherungen.
Tim schreibt nun immer öfter an einem neuen Buch mit dem Arbeitstitel „Typ trifft Frau“ und verarbeitet darin auch seine Erfahrungen mit Ghost. Als er das erste Mal bei ihr mit Abendessen vor der Tür steht, lässt sie ihn nur widerwillig herein. Nachdem sie Sex hatten, schickt sie ihn nach Hause, weil sie lieber allein sein wolle.
Als Tim ihr das nächste Mal schreibt, antwortet Ghost nicht. Auch auf alle weiteren Kontaktversuche erhält er keine Reaktion mehr. Tim vermisst sie und hat erstmals in seinem Leben Liebeskummer. Seine Freunde raten ihm, sie zu vergessen, aber es gelingt ihm nicht. „Man wird zum Opfer seiner scheiß-beschissenen Gefühle“, schreibt er in seinem Buch.
Auf einem Polterabend, den er mit seiner Arbeitskollegin Charlie besucht, begegnet Tim Ghost zufällig wieder. Auch sie ist in Begleitung. Beide tanzen und knutschen provokativ mit den anderen, beobachten einander jedoch genau. Nach Wochen meldet sich Ghost endlich bei ihm. Als sie sich treffen, fragt sie, ob sie mal wieder Sex haben wollen. Tim lehnt dankend ab. Sie fragt nach dem Grund. Er antwortet ironisch: „Nicht, dass sich hier noch einer verliebt.“ Dann lässt er sie stehen.
Einige Zeit später schließt Tim sein neues Buch ab, es wird veröffentlicht. In seinen Lesungen spricht er auch über den Mut, den es in der Liebe brauche. Schließlich geht er selbst das Risiko ein und schreibt Ghost, dass er nicht nur Sex wolle, sondern eine Liebesbeziehung. Sie treffen sich an der Tankstelle und rangeln erneut um ihre Lieblingseis-Sorte. Ein junger Mann kommt herein und warnt diesmal Tim, sich nicht mit Ghost einzulassen, sie würde die Männer nur benutzen und sich dann nicht mehr melden. Ghost und Tim laufen lachend aus der Tankstelle, draußen fällt sie ihm um den Hals und küsst ihn.

## Hintergrund
Die Dreharbeiten fanden ab Februar 2020 statt. Die Premiere erfolgte am 6. Juli 2021 auf dem Filmfest München. Der Film startete am 29. Juli 2021 im Verleih von Warner Bros in den deutschen Kinos.

## Rezeption

### Kritiken
„Ein paar Klischees haben es schon in den Film geschafft. […] Doch die Geschichte entfaltet sich so natürlich, dass diese Schwächen kaum auffallen. Das liegt vor allem an den Hauptdarstellern. »Luise und ich sind nicht immer die Textsichersten und haben oft improvisiert«, sagte Lau über die Dreharbeiten – dem Film kam das zugute.“

„Regisseurin Helena Hufnagel inszeniert das Dating-Leben ihrer Generation als Liebeskomödie, die es in sich hat. Der Kern ist eigentlich reine Kinoschnulze: Mann trifft Frau, es klappt alles nicht, und nach einigen Schwierigkeiten dann eben doch. Ende. Dieses klassische Muster transportiert Hufnagel aber mit präzise beobachteten Situationen und treffsicheren Sätzen in die Tinder-Gegenwart.“
„Erfrischende Liebeskomödie mit Frederick Lau“
„Wenn Helena Hufnagels fantastische Beobachtungsgabe und intime Erzählweise auf großgedachtes, deutsches Mainstreamkino prallen, muss eine Seite zwangsläufig Abstriche machen. Gott sei Dank hat sich Hufnagel klar durchgesetzt und profitiert obendrein von zwei hervorragenden Hauptdarsteller:innen.“
„So cool und hip war Köln im Kino noch nie.“
„Mit viel Witz und jeder Menge sympathischer Figuren entwirft Regisseurin Helena Hufnagel ein Lebensgefühl, das zwischen verlorenen Herzen, überzeugten Liebenden und gefühlvollen Perfektionisten pendelt.“
„Helena Hufnagel hat das Mann-trifft-Frau-Muster auf die Gegenwart gemünzt und schafft es, in einer eigentlich ganz klassischen Liebeskomödie mit einzelnen Szene und Sätzen die Bindungsprobleme, sexuelle Frustration und Ängste einer jungen Generation auf den Punkt zu bringen.“

### Nominierungen
Förderpreis Neues Deutsches Kino
- Nominierung in der Kategorie Regie: Helena Hufnagel
- Nominierung in der Kategorie Drehbuch: Hilly Martinek und Helena Hufnagel
- Nominierung in der Kategorie Schauspiel: Tedros Teclebrhan

Jupiter Filmpreis
- Nominierung in der Kategorie Bester Film: Helena Hufnagel
- Nominierung in der Kategorie Bester Hauptdarsteller: Frederick Lau
- Nominierung in der Kategorie Beste Hauptdarstellerin: Luise Heyer